# Nol de Ruiter
Nol de Ruiter (Utrecht, Países Bajos; 6 de abril de 1940 – Houten, Países Bajos; 21 de mayo de 2025) fue un jugador y entrenador de fútbol neerlandés que jugó en la posición de defensa.

## Carrera

### Jugador
| Periodo   | Club          |
| --------- | ------------- |
| 1960–1963 | VV DOS        |
| 1963–1964 | USV Elinkwijk |
| 1964–1965 | Velox         |

### Entrenador
| Periodo   | Club          |
| --------- | ------------- |
| 1974–1976 | FC Den Bosch  |
| 1976–1980 | SC Cambuur    |
| 1980–1982 | FC Wageningen |
| 1982–1983 | SV SVV        |
| 1983–1984 | BV Veendam    |
| 1984–1987 | FC Utrecht    |
| 1990      | Países Bajos  |
| 1992–1994 | ADO Den Haag  |
| 1994–1995 | Egipto        |
| 1995–1996 | FC Utrecht    |
| 1997      | FC Utrecht    |

## Logros
- Copa de los Países Bajos (1): 1984/85